# فاطمة الزهراء لحرش
فاطمة الزهراء لحرش هي ممثلة مغربية، درست المسرح بالمعهد العالي للفن المسرحي والتنشيط الثقافي، وتخرجت منه سنة 2012. شاركت في عدة أفلام ومسلسلات، أشهرها مسلسل نعام ألالة، ومسلسل رضاة الوالدة.المزدادة في الرباط سنة1977

## أعمالها

### أفلام
- الصرخة الأخيرة: 2013
- نون النسوة: 2016
- دوبل في: 2017
- براكاج بالمغربية: 2019

### مسلسلات
- بنت الناس: 2014
- نعام ألالة: 2016
- الله يسامح: 2017
- المدير العام: 2017
- رضاة الوالدة: 2017 - 2019
- الماضي لا يموت: 2019
- ولاد المرسى: 2021
- كلها او طريقو: 2021
- يوم ملقاك(مسلسل):2025

## روابط خارجية
- فاطمة الزهراء لحرش على موقع IMDb (الإنجليزية)
- فاطمة الزهراء لحرش على موقع قاعدة بيانات الأفلام العربية